# Fatih Keleş
Fatih Keleş (ur. 1989 w Trabzonie) – turecki bokser, mistrz Europy.
Największym osiągnięciem zawodnika jest mistrzostwo Europy amatorów w 2011 roku w wadze lekkiej. Olimpijczyk z Londynu (2012).